# 吉村功のスポーツ・オブ・ドリーム
『吉村功のスポーツオブドリーム』（よしむらいさおのスポーツオブドリーム）は、岐阜放送ラジオ（ぎふチャンラジオ）で、原則として毎週月曜18:30-20:00に生放送していたスポーツ番組である。
2004年に吉村功が東海テレビ放送を退職しフリーアナウンサーとして活動を開始するとともに番組が開始された。吉村が東海地方、特に岐阜県のスポーツ界の話題について、注目の話題・情報や関係者のインタビューなどを通して探りながら熱弁をふるっている。
2013年まではダイナミックナイターが月曜日に放送される場合（原則としてラジオ日本ジャイアンツナイターで放送される読売ジャイアンツに関係する試合）があれば放送休止となっていたが、2014年はラジオ日本がナイター中継を実施する場合でも、レギュラーシーズン中のGBSでは原則として放送しないことになったため、ほぼ毎週放送となった。2024年12月30日で最終回を迎えた。
翌週の2025年1月6日からは、『吉村功のスポーツ魂 ～スポ魂～』が毎週月曜18:30 - 19:00に放送され、インタビューを中心とした構成になっている。